# سوني للترفيه والتلفزيون
سوني للترفيه والتلفزيون (SET) هي عبارة عن سلسلة من القنوات التلفزيونية العامة والترفيهية ، تعود ملكيتها لشركة سوني بيكتشرز. يوجد مالا يقل عن 9 قنوات دولية من هذه القناة :
- سوني للترفيه والتلفزيون آسيا (الهند)
- سوني للترفيه والتلفزيون (بحر البلطيق)
- سوني للترفيه والتلفزيون (الهند)
- سوني للترفيه والتلفزيون (أمريكا اللاتينية)
- سوني للترفيه والتلفزيون (البرتغال)
- سوني للترفيه والتلفزيون (روسيا)
- سوني للترفيه والتلفزيون (جنوب أفريقيا)
- سوني للترفيه والتلفزيون (جنوب شرق آسيا)
- سوني للترفيه والتلفزيون (إسبانيا)
- سوني للترفيه والتلفزيون (المملكه المتحدة وأيرلندا)
- سوني للترفيه والتلفزيون (الشرق الأوسط وشمال افريقيا)